# Brachiation
Brachiation (von lateinisch brachium = „Arm“) oder Schwinghangeln ist eine Form der arborealen Fortbewegung von Primaten, also deren Bewegung in Bäumen. Dabei schwingen sie nur unter Einsatz ihrer vorderen Gliedmaßen, abwechselnd von Ast zu Ast greifend, durch die Bäume.:S. 94
Diese Art der Fortbewegung ist wesenhaft bei Siamangs und anderen Gibbons. Primaten, die sich nahezu ausschließlich hangelnd fortbewegen, werden als „Echte Brachiatoren“ oder „Hangler“ bezeichnet. Arten, die dies neben anderen Fortbewegungsarten (fakultativ) einsetzen, werden durch das Präfix „Semi“ gekennzeichnet, wie z. B. die Spinnenaffen, die sich mit einer Kombination aus Springen und Hangeln fortbewegen. Einige dieser Neuweltaffen beherrschen auch suspensorische Verhaltensweisen, bei denen sie ihren Greifschwanz als fünfte Greifhand einsetzen.:S. 171
Einige Merkmale, die es den Primaten erlauben, sich durch Hangeln schnell und sicher fortbewegen zu können, sind eine kurze stabile Lendenwirbelsäule, lange vordere Gliedmaßen mit frei drehbaren Handgelenken, lange, gebogene Finger mit kurzen Fingernägeln (statt Krallen) und kurzen, schwach ausgebildeten oder sogar reduzierten Daumen.
Der moderne Mensch hat viele physikalische Eigenschaften beibehalten, die einen in dieser Weise Bäume bewohnenden Vorfahren nahelegen, unter anderem flexible Schultergelenke und Finger, die gut zum Greifen geeignet sind. Bei Kleinen Menschenaffen, wie aus der Familie der Gibbons, sind diese Merkmale Anpassungen an die Fähigkeit zur Brachiation.
Obwohl sich Menschenaffen normalerweise nicht auf diese Art fortbewegen (mit Orang-Utans als Ausnahme), legt die menschliche Anatomie nahe, dass die Brachiation eine Voraussetzung oder Exaptation für den zweibeinigen und damit aufrechten Gang gewesen sein kann. Moderne Menschen sind nach wie vor zur Brachiation fähig; einige Spielplätze besitzen Klettergerüste, auf denen sich Kinder in dieser Weise austoben.
Neben strukturellen Anpassungen am Skelett hat die Fortbewegungsweise Wesen und Art des Verhaltens von Gibbons beeinflusst. Zum Beispiel werden Gibbonjunge am Bauch getragen, im Gegensatz zu anderen Primaten, die ihre Jungen auf dem Rücken transportieren. Es wirkt sich auch auf die Art zu spielen, zu kämpfen und zu kopulieren aus. Es wird vermutet, dass Gibbons evolutionäre Vorteile durch die Brachiation gewannen. Eine andere Theorie besagt, dass Brachiation eine weniger geräuschvolle und auffällige Art der Fortbewegung ist als das Springen und Klettern anderer Vierbeiner und damit geeigneter ist, Räubern aus dem Weg zu gehen.
Unstrittig sind die Vorteile bei der Nahrungsbeschaffung. Die bimanuelle Suspension (mit beiden Händen) erlaubt es Gibbons auch Nahrung zu erreichen, die den meisten anderen baumlebenden Tieren nicht zugänglich ist. Während sich kleinere Primaten nicht mit beiden Händen für längere Zeit halten können und größere Primaten zu schwer sind, um Nahrungsressourcen an den Enden der Zweige zu nutzen, können Gibbons hängend und mit langen Armen diese leicht abernten.:S. 256